# Sonic the Hedgehog 2
A Sonic the Hedgehog 2, vagy röviden Sonic 2 egy, az amerikai Sega Technical Institute és a Sonic Team által közösen fejlesztett és a Sega által kiadott platformer játék a Mega Drive/Genesis konzolra. 1992 végén jelent meg, először Japánban, majd 3 nappal később Észak-Amerikában és Európában. A játék az eredeti Sonic the Hedgehog folytatása, követője pedig az 1994-es Sonic the Hedgehog 3. Ebben mutatkozik be az első új játszható szereplő, Miles "Tails" Prower.
A történet Sonic és új társa, Tails kalandjait követi, akiknek meg kell akadályozni, hogy a gonosz Dr. Robotnik összegyűjtse a hét Káosz Smaragdot (Chaos Emerald), amikkel a pusztító "Haláltojás" (Death Egg) űrállomást akarja üzemeltetni.
2006 júniusáig bezárólag, összesen 6 millió darabot adtak el belőle. A játék kompatibilis a Sonic & Knuckles kazetta "rácsatolós" technológiájával, így lehetséges Knuckles-el is játszani benne. A későbbiekben sok összeállítás (compilation) részét képezte, továbbá megjelent a Wii Virtual Console-ra, Mobiltelefonokra és az Xbox Live Arcade-ra is.

## Történet
Miközben Sonic békésen szárnyal az óceán felett antik kétfedelűjével, a Tornádóval, észrevesz egy apró szigetet és úgy dönt, leszáll egy kis pihenésre. Nem veszi észre, hogy egy sötét alak is leereszkedett a sziget másik felére… Kiderül, hogy a nyaralóhely valójában Nyugati Sziget (West Side Island), amely valaha egy virágzó civilizáció otthona volt. Az itt élők a hét rejtélyes drágakő erejét használták technológiájuk fejlesztésére, ám a jólétük hamar fukarsággá vált. Az istenek megharagudtak és elzárták a köveket.
Néhány nap után Sonic észreveszi, hogy valaki követi. Üldözője egy fiatal, kétfarkú róka, aki félénken elbújik előle, ám ahogy Sonic futásnak ered, ő képes utolérni őt, farkainak propeller-szerű forgatásával. Sonicot lenyűgözi a képessége, így megengedi, hogy vele tartson. Az új társának neve Miles Prower, de a szigeten mindenki csak "Tails"-nek (tails="farkak") hívja.
Egy délután Tails felfedezi a parton álló Tornádót is, és egyből izgalomba hozza, mint minden technikai vívmány, mivel a róka egy műszaki lángelme. A nyugalmat egy hatalmas robbanás rázza meg a sziget belsejéből. Sonic felriadván égő erdőket és robotok sokaságát látja, és nem tart sokáig rájönnie, hogy ki áll a háttérben: Dr. Robotnik, aki csendben követte őket és most feldúlja a szigetet a Káosz Smaragdok után kutatva. Ezeket üzemanyagként akarja használni a Haláltojáshoz (Death Egg), ami egy hatalmas, hihetetlen tűzerejű űrállomás. Sonic és Tails együtt nekivág, hogy meghiúsítsa Robotnik gonosz tervét.

## Játékmenet

### Egyjátékos
A játékmenet az előd által felállított alapokra épül. A játékosnak át kell jutnia (általában balról jobbra haladva) a pályákon, mindegyiken 10 perc áll rendelkezésre. Útközben gyűrűket kell gyűjteni és legyőzni a badnik-eket. A csillagoszlopok ellenőrzőpontként szolgálnak, vagyis innen folytathatjuk a pályát, ha később meghalnánk. Ha legalább 50 gyűrűvel rendelkezünk, akkor a különleges pályákra is innen juthatunk el. A legtöbb zóna két részből áll, minden második rész végén Sonic magával Robotnikkal néz szembe.
A játék összesen 11 zónából áll, ezek sorban: Emerald Hill (Smaragd Domb), Chemical Plant (Vegyi Üzem), Aquatic Ruin (Elsüllyedt Rom), Casino Night (Kaszinó Est), Hill Top (Dombtető), Mystic Cave (Titokzatos Barlang), Oil Ocean (Olaj Óceán), Metropolis (Metropolisz), Sky Chase (Légi Üldözés), Wing Fortress (Szárnyas Erőd) és Death Egg (Haláltojás). Bár a zónák méretben jóval nagyobbak az előző részhez képest, csak két részből állnak (kivéve Metropolis, ami háromból és az utolsó 3 zóna, amik egy-egy részt jelentenek), viszont sokkal nagyobb hangsúlyt fektettek a változatosságra. A játékmenet is valamivel gyorsabbá vált, továbbá egy új mozdulat is bemutatkozik. Ez a "Spin Dash", amitől a játékos kiválasztott figura (-ái) helyben felpörgeti (-k) magá(-uka)t, hogy aztán teljes sebességgel kilőjön előre.
A játék beállításaiban lehetséges kiválasztani, hogy egyedül Sonic-kal, Tails-el vagy egyszerre mindkettőjükkel akarunk-e menni. Alapesetben Sonicot irányítjuk, Tails pedig követi minden mozdulatát, ám ha be van dugva egy második kontroller, akkor a második játékos függetlenül irányíthatja Tails-t. Így gyűjthet gyűrűket és elpusztíthat ellenségeket, de nem törhet szét monitorokat, ha pedig meghal vagy kiesik a képernyőből, repülve visszatér Sonic mellé.

### Super Sonic
Ha a különleges pályákon megszereztük mind a hét Káosz Smaragdot, akkor Sonic képes lesz Super Sonic-ká válni. Ehhez össze kell gyűjteni 50 gyűrűt és ugrani kell egyet. Ebben az alakban Sonic sárgán ragyog és gyakorlatilag sérthetetlen (kivétel az összenyomódás, fulladás, leesés, időtúllépés). A mozgási sebesség és ugrási magasság is jelentősen megnő, így jóval nehezebb irányítani, ami igen kellemetlen ott, ahol precíz ugrások szükségesek. Super Sonic másodpercenként egy gyűrűt "fogyaszt el", ha elveszik az összes, akkor visszaváltozik normális alakjába (és így 0 gyűrűvel igen sebezhetővé válik). Barátja nem képes erre, viszont hackeléssel igen, mivle van Super Tails sprite-ja.

### Kétjátékos
Kétjátékos módban egyszerre lehet egymás ellen versenyezve átjutni 3 normális pályán és egy különleges pályán, osztott képernyős módban. A normális pályákon a játékosokat öt szempont (pont, idő, pálya végén tartott gyűrű, összes gyűrű, feltört monitorok) szerint értékeli a játék, aki a legtöbb pontot szerezte az nyeri a menetet. A különleges pályán a minél több összegyűjtött gyűrű számít. Ha az egyik játékos befejezte a pályát, akkor még 1 perce van a másiknak erre, különben életet veszít. Döntetlen esetén egy különleges pálya dönti el a győztest. Ezen túl két egyedi tárgy is jelen van ebben a módban: az egyik a teleport, ami azonnal megcseréli a két játékos helyzetét, a másik a Robotnik-doboz, ami megsebesíti a játékost.

### Különleges Pályák
Ebben a játékban 7 különleges pálya van, mindegyiken az egyik Káosz Smaragdot lehet megszerezni. Ezekre a helyekre úgy juthatunk el, ha legalább 50 gyűrűnk van és áthaladunk egy csillagoszlopon, ekkor vörös csillaggyűrű jelenik meg felette, amibe beleugorva ide kerülünk. Ebben a módban hátulról látjuk a szereplő(ke)t, amint egy 3 dimenziós fél csőben futnak előre folyamatosan. Különféle alakzatokban gyűrűk és bombák helyezkednek el, a cél, hogy a megadott számú gyűrűt összegyűjtsük az ellenőrzőpontokig. Ha elérünk a harmadik pontig, jutalmul megkapjuk a Káosz Smaragdot. Ha bombákba szaladunk, elvesztünk néhány gyűrűt és rövid ideig megtorpanunk. Akár megszereztük a Smaragdot, akár nem, visszakerülünk a csillagoszlophoz, 0 gyűrűvel.

## Fejlesztés és Kiadás
Bár az előddel a japán Sonic Team foglalkozott, a Sonic 2-t már az amerikai Sega Technical Istitute fejlesztette. A munkát így is a tapasztalt japán fejlesztők, mint Yuji Naka programozó és Hirokazu Yasuhara tervező végezték az amerikai csapat mellett.
Az előző részből okulva a tervezők elsősorban a letisztult, természetes látványra törekedtek. Bemutatkoztak új grafikai elemek is, mint a 3D-szerű különleges pályák, és alaposan megnövelték a játék sebességét.

### Prototípusok és elveszett pályák
A játéknak több prototípusa is kiszivárgott az internetre, ezekben felfedezhetők az elvetett, befejezetlen pályák, melyeket vagy teljesen nélkülöztek vagy kissé átalakítottak a végső változatban. Legtöbbjük fellelhető a Nick Arcade, és a Simon Wai prototypusban.
Jelenleg 11 befejezetlen zóna ismeretes:
- Hidden Palace (Titkos Palota): csak az első részét fejezték be hivatalosan, de a későbbi Sonic & Knuckles játékban egy újragondolása szerepel a pályának. Érdekesség, hogy az objektumok pozíció adatai benne maradtak a végső kazettában is, továbbá volt egy "unused" átvezető, aminek a zenéje még ma hallgatható is a hang tesztben (Sound Test), hexadecimális 10-es kód.
- Wood (Erdő): részben elkészült az első része
- Genocide City (Népirtás Városa), DE A KÉSZÍTŐK KIJAVÍTOTTÁK CYBER CITY-RE (Cyber Város): egyrészesre tervezett zóna, nem tartalmaz pályaelemeket. A terveket átültették Metropolis 3. részébe
- Dust Hill (Poros Domb): sivatagos zóna, csak tervekben szerepelt. Van róla egy kép, de az is csak egy makett. Viszont a későbbi prototípusokban még megtalálható a neve, de az a Mystic Cave Zone-t jelöli.
- Rock (Szikla): képeken se szerepel, feltehetőleg a Dust Hill Zone elődje lett volna
- Winter (Téli): szintén nincs kép se róla, feltehetőleg a Dust Hill Zone folytatása lett volna
- The Last Battle In The Space (Az utolsó harc a világegyetemben): Csak egyetlen egy rajz maradt fenn róla, ami hasonlít a Death Egg-re.
- Ocean Wind Zone (Óceáni Szél): ...
- Blue Lake Zone (Kék tó): ....
- Tropical Plant Zone (Trópusi Ültetvény): .....
- Olympus: ......

### Kiadások
A játékot nagyszabású reklámkampány előzte meg, majd először Japánban jelent meg 1992. november 21-én. 3 nappal később adták ki Amerikában és Európában, és egy hét alatt 400.000 darabot értékesítettek belőle. A játék a későbbiekben számos összeállításban is szerepelt.

### Sonic 2 és Sonic & Knuckles
A Knuckles the Echidna in Sonic the Hedgehog 2 játék úgy érhető el, hogy rádugjuk a Sonic 2 kazettát a Sonic & Knuckles kazetta tetejére. Az így létrejött játék teljesen megegyezik a Sonic 2-vel, kivéve, hogy Knuckles-t irányítjuk, aki magával hozza egyéni képességeit (falmászás, siklás), ezáltal egy teljesen más élményt nyújt.

## Fogadtatás
Az első Sonic the Hedgehog sikere már egy megalapozott rajongói kört alakított ki a játéknak, így nem meglepő, hogy rendkívül nagy várakozás előzte meg a megjelenést. Ezzel a játékkal teljesedett ki igazán a "konzolháború", mivel alig hat hónap alatt felemelte a Sega piaci részesedését 50%-ra. 2006 júniusáig bezárólag összesen 6 millió példányt adtak el belőle, ezzel a legsikeresebb Mega Drive/Genesis játék. Általánosan jól fogadták a játékot, dicséret illette a nagy pályákat, a színes, kidolgozott grafikát, a zenét és az új szereplőt is. Mai napig a játéktörténelem egyik nagy klasszikusának számít, mely sok év után is még mindig élvezetes és szórakoztató tud maradni.

## Fordítás
- Ez a szócikk részben vagy egészben  a   Sonic the Hedgehog 2 (16-bit) című angol Wikipédia-szócikk fordításán alapul.  Az eredeti cikk szerkesztőit annak laptörténete sorolja fel. Ez a jelzés csupán a megfogalmazás eredetét és a szerzői jogokat jelzi, nem szolgál a cikkben szereplő információk forrásmegjelöléseként.